# Lehrer Florian Bätschi mit Schulkindern
Lehrer Florian Bätschi mit Schulkindern ist der Titel eines farbig gefassten Holzreliefs des deutschen Künstlers Ernst Ludwig Kirchner, das den Davoser Lehrer Florian Bätschi mit vier Schulkindern darstellt. Es wurde im Jahr 1936 als Supraporte für das Eingangsportal des neu erbauten Schulhauses in Davos-Frauenkirch angefertigt und ist das einzige in öffentlichem Auftrag geschaffene Werk Kirchners. Das Original-Relief ist heute Bestandteil der Sammlung des Kirchner Museums in Davos.

## Beschreibung
Das Relief besteht aus mehreren Arvenholz-Blöcken, die nachträglich zusammengefügt wurden. Es hat ein rechteckiges Format mit den Massen 83 × 120,5 cm und eine Tiefe von 12,5 cm. Im Kirchner-Werkverzeichnis trägt es die Nr. 1936/03.
Das Holzrelief zeigt fünf Personen en face, von denen nur die zentrale Figur des Lehrers Florian Bätschi namentlich bekannt ist, der in den 1930er Jahren an der Grundschule in Davos-Frauenkirch unterrichtete. In der Mitte des Reliefs ist der schnurrbärtige Lehrer stehend mit einem aufgeschlagenen roten Buch zu sehen. Zu seinen beiden Seiten sitzen zwei Schüler und zwei Schülerinnen an Pulten, unter denen Kleidung und Beine hervorschauen, während vom Lehrer nur der Oberkörper zu sehen ist. Neben dem Lehrer sitzt die von Kirchner als «das zählende Mädchen» bezeichnete Schülerin, ein blondes Mädchen mit Haarreif, das mit geschlossenen Augen mit Hilfe seiner Finger etwas abzählt, neben ihr aussen «das aufzeigende Mädchen» mit dunkleren, zu einem Zopf geflochtenen Haaren in roter Kleidung. Zur Rechten des Lehrers sitzt ein aufzeigender blonder Junge in blauer Kleidung, neben diesem der dunkelhaarige «schreibende Junge» in Rot. Die Hände der aufzeigenden Schüler ragen oben etwas über die rechteckige Grundform des Reliefs hinaus.
Das Relief wurde nach Fertigstellung der Schnitzarbeiten von Kirchner farbig gefasst. Auffällig ist die symmetrische Verteilung der Farben: Das in der Bildmitte den Blick anziehende Rot des Buches wiederholt sich jeweils aussen in der Kleidung der Schüler; auch die blaue Farbe und die Haarfarben der Schüler sind symmetrisch angeordnet. Diese Farbsymmetrie trägt zu einer harmonischen Gesamtwirkung bei.

## Geschichte
Zur Vorbereitung seines Werkes erstellte Kirchner von dem gesamten Portal, dem geplanten Relief und von einzelnen Figuren zahlreiche Bleistift-, Kreide- oder Tusche-Skizzen und Aquarelle als Entwürfe, die sich teilweise noch deutlich von dem fertigen Werk unterschieden. Der Künstler arrangierte dabei die Personen in unterschiedlichen Positionen zueinander; teils wurden weitere stehende Schülerfiguren als seitliche Abschlüsse konzipiert. Kirchner tauschte sich in dieser Phase in seiner handschriftlichen Korrespondenz mit dem deutschen Kunstsammler Carl Hagemann aus, dem er in zwei Briefen nicht nur eine Beschreibung, sondern auch Entwurfsskizzen des Reliefs zukommen liess.
Ein 1936 von Kirchner angefertigtes 20,5 cm hohes, 16,5 cm breites und 8,5 cm tiefes Modell des Schulportals aus bemaltem Holz (Werkverzeichnis 1936/02) zeigt sechs anstatt vier Schulkinder. Es befindet sich heute nach einer Schenkung durch Otto Tschumi im Bündner Kunstmuseum in Chur.
Ernst Ludwig Kirchner fertigte selbst mehrere Fotografien des Reliefs an. Er fotografierte es vor und nach der Bemalung, einzelne Figuren und schliesslich das Kunstwerk in situ nach seinem Einbau über dem Eingangsportal der Schule. Einige Glas- und Zellulose-Negative und Originalabzüge von Kirchners eigenen Fotografien des Werkes sowie zahlreiche seiner Entwurfsarbeiten sind Bestandteil der Sammlung des Kirchner-Museums Davos.

Das fertige Relief wurde als Supraporte über dem Haupteingang des neu erbauten Schulhauses in Frauenkirch angebracht. Es wurde seitlich von dicken Holzbalken gestützt und war oben und unten mit zwei weiteren Balken gefasst. Auf dem Holzbalken direkt unterhalb des Reliefs befand sich anfangs eine – nicht von Kirchner entworfene – dreizeilig angeordnete Inschrift aus weissen Buchstaben, die zu einem nicht bekannten Zeitpunkt später entfernt wurde. Sie lautete:

„DURCH DEN WILLEN DES VOLKES ERBAUT FÜR DIE JUGEND IM KRISENJAHR 1936“

Ernst Ludwig Kirchner war zur Einweihungsfeier des neuen Schulhauses am 18. Oktober 1936 eingeladen. In einem Brief an den Kunstsammler Carl Hagemann beschrieb er die Feier wie folgt: 

„Gestern war nun Einweihung des neuen Schulhauses. Ein Fest mit Gesang, Tanz und Reden, und nachher eine Kneiperei, wie ich sie seit Jahrzehnten nicht mehr gesehen oder gar mitgemacht habe. Alle … sassen in der ‚Post‘, der Kleine Rat, der Landammann, die Bauern, alle einig und freundlich. … Das Relief gefällt und wurde in den Reden viel erwähnt.“

Es war lange Zeit Tradition in Frauenkirch, dass zu Beginn eines neuen Schuljahres die auf dem Holzrelief dargestellten Mädchen und Jungen entsprechend ihren Ähnlichkeiten mit den Schulanfängern von diesen jeweils neue Namen verliehen bekamen.
Das Relief blieb bis 1980 am Schulhaus in Frauenkirch, dann wurde es durch eine Kopie ersetzt. 1982 ging das Original durch Schenkung der Gemeinde Davos in die Sammlung des Kirchner-Museums Davos über. Es gehört dort zu den regelmässig ausgestellten Werken.